# Selymes döglégy
A selymes döglégy (Lucilia sericata) egy világszerte elterjedt légy, egyike a legismertebb fémeslégy- (Calliphoridae) fajoknak. A kifejlett állat mintegy 10–14 mm hosszú, a házilégynél nagyobb, teste tündöklő metálzöld, olykor kékes vagy arany csillogással. Csápjai, lábai, és testének kitinsörtéi feketék. Szárnyai tisztán áttetszők, barna szárnyerezettel.

## Életciklus
A megtermékenyített nőstény néhány tucatnyi petét rak állatok sebeinek elhalt, élettelen szöveteibe, vagy akár tetemekbe. A kicsiny, sápadt sárgásfehér lárvák (a hőmérséklettől függően) 0,5-3 nap múlva kelnek ki (légynyüvesség). Emésztő enzimeket tartalmazó nyálukat kibocsátva a saját testükön kívül elfolyósítják az elhalt szöveteket, és felszívják, megemésztik azt. Különös módon az élő állat sebeiben fejlődve annak élő szöveteit egyáltalán nem károsítják, sőt, a sebfolyadékban hemzsegő baktériumokat megemésztve hozzájárulnak a seb gyógyulásához. A szakszerűen sterilizált lárvák ezért felhasználhatók a nehezen gyógyuló, fekélyes sebek terápiájában. Mintegy 3-10 nap múltán kifejlődve elhagyják a táplálékul szolgáló húst, és bábozódásra alkalmas rejtekhelyet keresnek. A bábokból végül kifejlett legyek kelnek ki, melyek gyakran láthatók virágokon is, ahol nektárral táplálkoznak. Mérsékelt és hideg égövön a bábok vagy a kifejlett legyek telelnek át.